# HD 133803
HD 133803 — одиночная звезда в созвездии Весов. Находится на расстоянии приблизительно 362 световых лет (около 111 парсек) от Солнца.
Видимая звёздная величина звезды — +8,12m. Возраст звезды оценивается как около 15 млн лет.
Вокруг звезды обращается, как минимум, две планеты.

## Характеристики
HD 133803 — белая звезда спектрального класса A9V или F2IVm-2. Масса — около 1,72 солнечной, радиус — около 1,506 солнечного, светимость — около 5,334 солнечных. Эффективная температура — около 7450 К.

## Планетная система
В 2015 году группой астрономов у звезды обнаружены планеты.